# Grammorhoe pacuviaria
Grammorhoe pacuviaria là một loài bướm đêm trong họ Geometridae.